# Binky (gấu trắng Bắc Cực)
Binky (1975 - 20 tháng 7 năm 1995) là một con gấu Bắc cực sống tại Sở thú Alaska ở Anchorage. Binky ban đầu là một con gấu mồ côi sống gần Cape Beaufort, gần biển Chukchi, nhưng được tìm thấy bởi một thợ khoan ở Tây Bắc Alaska tên là David Bergsrud. Khu vực nơi Binky sinh sống được những người sống bên ngoài Alaska gọi là North Slope.
Alaska Fish and Game đã được liên lạc ngay sau khi phát hiện ra Binky và họ đã sắp xếp để tìm một sở thú ở Lower 48. Lúc đó, Anchorage có một sở thú nhỏ, với một con voi do Grocer Jack Snyder đã chiến thắng được trong một cuộc thi và một vài động vật được tặng khác. Khi có thông tin rằng một con gấu Bắc cực đã được tìm thấy, mọi người bắt đầu tìm kiếm các cách để ngăn chặn nỗ lực gửi Binky ra bên ngoài Alaska. Cần có thời gian để tìm một nhà tài trợ để tài trợ tại Sở thú Con non Alaska cho Binky. Các nhân viên của Alaska Fish and Game đã nảy ra ý tưởng vận chuyển Binky bằng đường bay đến một số ngôi làng ở North Slope. Trường học đã đưa ra các thông báo cho những ngôi làng này để tất cả trẻ em có thể đến chỗ hạ cách máy bay để xem Binky. Việc này được các trang tin tức lớn đưa tin. Cuối cùng, sở thú của Anchorage quyết định nuôi Binky. Binky nhanh chóng trở thành một trong những điểm thu hút phổ biến nhất và là một anh hùng địa phương. Trong các sự cố khác nhau vào năm 1994, Binky đã hành hạ hai du khách trong vườn thú; những sự kiện này đã nhận được tin tức quốc tế đưa tin. Binky qua đời năm 1995 vì bệnh sarcocystosis, một bệnh ký sinh trùng.